# Никитинский, Юрий Владимирович
Ю́рий Влади́мирович Никити́нский (26 ноября 1970, Ашхабад — 28 июня 2023, Киев) — детский писатель и поэт, журналист.

## Биография
С 1984 года жил в Киеве. Первое стихотворение написал в одиннадцать лет.
В начале 1990-х появились первые публикации произведений для детей. С того времени стихи, рассказы, пьесы и сказки Юрия Владимировича Никитинского выходят в многочисленных журналах Украины и России. Автор более десяти книг для детей. Известен написанием и чтением произведений для взрослых, в особенности, циклом сценок «наташки».
Первые публикации в журнале «Барвинок» вышли благодаря классику детской украинской литературы Анатолию Георгиевичу Костецкому, которого можно считать «крестным отцом» Ю. В. Никитинского в детской литературе.
А. Г. Костецкий написал позднее послесловие в книге «Последний урок». Был первым серьёзным рецензентом произведений, он же подтолкнул Ю. В. Никитинского к написанию чего-то большего, чем короткие рассказики и стишки. Именно с его подачи и появились на свет две из трёх истории про пингвинов, объединённые после в книгу «Осторожно! Пингвины!».
Работал редактором отдела молодёжных проблем в журнале «Одноклассник».
С 2004 года — в мужском журнале «EGO». Затем — в «Timeout», «MAX», а в 2008 году вернулся в «EGO» тематическим редактором.
С февраля 2011 года — главный редактор журнала «EGO» до его закрытия в том же году.
Участник фестиваля «Молодые писатели вокруг Детгиза».
Женат, в браке дочь и сын.
Скончался 28 июня 2023 года на 53-м году жизни.

## Творчество

### Книги
- «Летела корова над облаками…» — Киев, 1995.
- «Детектив понарошку» — Москва, Издательский дом «Карапуз», 1998.
- «Последний урок» — Киев, Издательский дом Дмитрия Бураго, 2000.
- «Книгоед» (в соавторстве с Владимиром Ареневым) — Москва, АРМАДА: «Издательство Альфа-книга», 2000.
- укр. «Книгоїд» («Книгоед» переиздана на украинском языке) — Киев, «Зелений Пес», 2005.
- укр. «Петрик і чорна рука» — Киев, «Зелений пес», 2005.
- укр. «Обережно! Пінгвіни!» — Киев, «Зелений пес», 2005.
- «Подвиги сержанта Подвига» — Киев, «Зелений Пес», 2005.
- «Про Юлю и Юру» — Киев, «Елисейские Поля», 2007; 2-е издание — Киев, «Мастер-класс», 2013 (на русском и украинском языках).
- укр. «Таємниця викраденого горщика» — Киев, «Glowberrybooks», 2010.
- «Тайна старой пекарни» (на украинском и русском языках) — Киев, «Glowberrybooks», 2011.
- «Девчонки, которые в меня влюблены» — Санкт-Петербург, «Фордевинд», 2012; 2-е издание — Киев, «Мастер-класс», 2013 (на русском и украинском языках).
- «Тайна похищенного горшка» (на литовском языке) — Литва, «Nieko rimto», 2012.
- «Жизнь и обычайные приключения Тамарочки Павловны» (иллюстрации Натальи Чернышевой; на русском и украинском языках; перевод на украинский — Евгений Ковальчук) — Киев, «Мастер-класс», 2012.
- «Деды Морозы круглый год» — Киев, «Мастер-класс», 2013 (на русском и украинском языках).
- «Призрак соседнего дома» — Минск, «Издатель В. Т. Квилория», 2014.
- укр. «Таємниця фальшивої монети» — Киев, «Glowberrybooks», 2014.
- «Дом дворников» — Москва, «РОСМЭН», 2014
- «Призрак соседнего дома. 44 приключения Тамарочки Павловны» — Москва, «АСТ», 2016
- «Дом дворников» (на русском и украинском языках) — Киев, «Час Майстрів», 2017
- «И пришли пингвины…» (на русском и украинском языках) — Харьков, «Vivat», 2018

### Сборники
- «Хахатаника» — Санкт-Петербург, «Фордевинд», 2010
- «Кувыркатика» — Санкт-Петербург, «Фордевинд», 2011
- «Как хорошо… вып. 5» — Санкт-Петербург, «Детгиз», 2013
- «Корнейчуковская премия 2013» — Одесса, 2013
- «Как хорошо… вып. 6» — Санкт-Петербург, «Детгиз», 2014
- «Книга запретов и тайн» — Харьков, «Vivat», 2016 (на русском и украинском языках)

### Журналы
Публиковался в различных журналах, таких как:
- «Барвинок»
- «Мурзилка»
- «Зонтик»
- «Малятко»
- «Ералаш»
- «Кукумбер»
- «Костер»
- «Одноклассник»
- «Лель»
- «Радуга»
- «Ренессанс»
- «Новый рок-н-ролл»
- «Электронные пампасы».

## Награды и премии
- Грамота Союза журналистов Украины (1997)
- укр. «Персональна відзнака членів жюрі» конкурсу «Найкраща книга XVII Форуму видавців» (Львов) за книжку укр. «Таємниця викраденого горщика» (2010)
- Шорт-лист Конкурса Союза российских писателей «Детское время» в номинации «Сказки» (для детей младшего возраста) — за сказки «Дом дворников» и «Про дедов Морозов» (2012)
- Корнейчуковская премия (Вторая премия в номинации «Проза для детей младшего возраста») — за сказку «Дом дворников» (2013).
- Диплом финалиста IV ежегодного литературного конкурса «Новая детская книга» в номинации «Истории сказочные и не только…» за сказку «Дом дворников»
- Диплом победителя Всероссийского книжно-образовательного проекта-конкурса «Лучшая книга года: выбирают дети — 2014» (Russian Children’s Choices) за книгу «Дом дворников» (5-е место в конкурсном рейтинге литературы для детей младшего школьного возраста (8-9 лет))
- Диплом финалиста III Международного конкурса на лучшее произведение для детей Корнейчуковская премия за повесть «Вовка, который оседлал бомбу» (2015)
- Диплом призёра VII ежегодного литературного конкурса «Новая детская книга» в номинации «Внеклассные истории» за повесть «Вовка, который оседлал бомбу» (2016)
- Почётное свидетельство «Участник короткого списка» премии имени Бабеля (2017)